# Lebia scapula
Lebia scapula är en skalbaggsart som beskrevs av Horn. Lebia scapula ingår i släktet Lebia och familjen jordlöpare. Inga underarter finns listade i Catalogue of Life.